# Appelman
Appelman är dels en ofrälse släkt, dels en utslocknad svensk adelsätt, varav en gren fick friherrlig rang. Den 31 december 2013 var 4 personer med efternamnet Appelman bosatta i Sverige.

## Personer med efternamnet Appelman
- Gustaf Gabriel Appelman (1656–1724), militär och landshövding
- Peter Andersson Appelman (1622–1705), guvernör

## Adelsätten Appelman
Den adliga ätten härstammar enligt Svenska adelns Ättar-taflor från Anders Nilsson Slaghök (död 1621) som var proviantmästare och bodde på Appelberga gård i Östergötland, och som var gift med Brita Ambjörnsdotter Sunnanväder, vilka båda Gabriel Anrep uppger härstammade från gammal adel. Deras son var Peder Andersson som enligt Anrep föddes postumt och som var informator hos riksrådet Schering Rosenhane varunder han hade en romans med dottern i huset, Märta Rosenhane, och därför förföljdes och sattes i häkte. Hos drottning Kristina stod han högt i gunst, blev först sekreterare och generaldirektör över hennes domäner, och sedan guvernör på Ösel. År 1656 adlades han med namnet Appelman och introducerades 1670 på nummer 677. Hans hustru var Catharina Rhensköld vars mor var en Torskeskål. Döttrarna gifte sig Wulfrath, Siöblad och Prytz.
På svärdssidan utgick ätten genom att äldste sonen, den ende som fick barn av sönerna, Gustaf Gabriel Appelman, upphöjdes till friherre år 1719. Ätten introducerades på nummer 148. Denne Gustaf Gabriel Appelman föddes på slottet Pudyla på Ysedon och gjorde karriär inom artilleriet och var överste när han 1716 blev landshövding över Stora Kopparbergs län. Året därefter blev han generalmajor och sedan generallöjtnant över infanteriet. Han var arvherre till Hohenwardt, Barthow, Lemhagen, Stoltenhagen och Prutmanshagen i Pommern. Han fick bara barn i sitt första äktenskap, med Christina Elisabeth Anrep vars mor Brita Graan var dotter till Johan Graan och Elisabeth Bure. Han gifte sedan om sig med en Gyllenlood.
Äldste sonen Carl Ulrik Appelman var fyrverkare, kapten vid artilleriet i Halmstad, och reste till Ostindien samt blev sedermera kommendant i Batavia där han avled, barnlös så vitt känt. Hans yngre bror Peter Reinhold var sergeant när han avled ogift i pesten. Deras bror Gustaf Gabriel Appelman till Hohenwardt var major i Sverige och i tysk-romerska kejsarens tjänst samt gift med en von Schäwenbach dock barnlös. Systern Christina Catharina var gift von Mentzer. Brodern Niclas dog i pesten. Ätten fortlevde med Antonius Magnus Appelman, gift i Ungern och i tysk-romersk tjänst och vilken fick en dotter, samt med dennes bror Peter Reinhold Appelman som var kapten vid artilleriet i Finland och gift med dottern till en gördelmakare Hårdh i Stockholm och vilkas son underlöjtnanten vid artilleriet på Gotland Peter Reinhold Appelman barnlös slöt ätten år 1779.